# 26518 Bhuiyan
26518 Bhuiyan este un asteroid din centura principală de asteroizi.

## Descriere
26518 Bhuiyan este un asteroid din centura principală de asteroizi. A fost descoperit pe 4 februarie 2000 la Socorro, New Mexico, în cadrul proiectului LINEAR. Asteroidul prezintă o orbită caracterizată de o semiaxă mare de 3,05 ua, o excentricitate de 0,13 și o înclinație de 0,6° în raport cu ecliptica.